# Ophidion galeoides
Ophidion galeoides är en fiskart som först beskrevs av Gilbert, 1890.  Ophidion galeoides ingår i släktet Ophidion och familjen Ophidiidae. IUCN kategoriserar arten globalt som livskraftig. Inga underarter finns listade i Catalogue of Life.